# H. Bruce Humberstone
H. Bruce Humberstone (18 de Novembro de 1901 - 11 de Outubro de 1984) foi um ator e diretor de cinema estadunidense. Nasceu em Buffalo, Nova Iorque e faleceu em Woodland Hillas, Los Angeles, Califórnia.
Entre seus trabalhos mais conhecidos está a direçãod e vários filmes do personagem Charlie Chan.

## Filmografia[1]
nomes originais (em inglês)

### Ator
1. Charlie Chan at the Race Track (1936)

### Diretor
1. "Daniel Boone" (1966)
2. "The Smothers Brothers Show" (1965)
3. "Valentine's Day" (1964)
4. Madison Avenue (1962)
5. "The Many Loves of Dobie Gillis" (1960)
6. "Colt.45" (1960)
7. "Sugarfoot" (1960)
8. Tarzan's Fight for Life (1958)
9. Tarzan and the Trappers (1958)
10. Tarzan and the Lost Safari (1957)
11. The Purple Mask (1955)
12. Ten Wanted Men (1955)
13. The Desert Song (1953)
14. She's Working Her Way Through College (1952)
15. Happy Go Lovely (1951)
16. South Sea Sinner (1950)
17. Fury at Furnace Creek (1948)
18. The Homestretch (1947)
19. Three Little Girls in Blue (1946)
20. Within These Walls (1945)
21. Wonder Man (1945)
22. Pin Up Girl (1944)
23. Hello, Frisco, Hello (1943)
24. Iceland (1942)
25. To the Shores of Tripoli (1942)
26. I Wake Up Screaming (1941)
27. Sun Valley Serenade (1941)
28. Tall, Dark and Handsome (1941)
29. The Quarterback (1940)
30. Lucky Cisco Kid (1940)
31. Pack Up Your Troubles (1939)
32. Pardon Our Nerve (1939)
33. Charlie Chan in Honolulu (1938)
34. While New York Sleeps (1938)
35. Time Out for Murder (1938)
36. Rascals (1938)
37. Checkers (1937)
38. Charlie Chan at the Olympics (1937)
39. Charlie Chan at the Opera (1936)
40. Charlie Chan at the Race Track (1936)
41. Three Live Ghosts (1936)
42. Ladies Love Danger (1935)
43. Silk Hat Kid (1935)
44. The Dragon Murder Case (1934)
45. Merry Wives of Reno (1934)
46. Goodbye Love (1933)
47. King of the Jungle (1933)
48. If I Had a Million (1932)
49. The Crooked Circle (1932)
50. Hot Spot (1932)
51. Strangers of the Evening (1932)
52. Universal in 1925 (1925)
53. The City of Stars (1924)